# 輔德里
輔德里是中華人民共和國上海市靜安區成都北路歷史上的一個住宅區域。輔德里建於1915年，有50幢2層房屋，總建築面積5324平方米，區域內有中共二大會址和李達的住所。2001年，靜安區為建設延中綠地而拆除輔德里。目前此地的門牌號為成都北路7弄。2021年4月23日，與輔德里同名的戏剧《辅德里》首演，該戲劇講述是中共二大的故事。2022年11月19日，由上海市静安区委宣传部、静安区文化和旅游局主编，上海人民出版社出版的書籍《辅德里：一部经典红色戏剧的诞生》發佈，該書籍主要記錄戏剧《辅德里》的編排故事。